# Пелли, Уильям Дадли
Уильям Дадли Пелли (англ. William Dudley Pelley; 12 марта 1890 — 30 июня 1965) — американский сценарист и мистик-оккультист, политический деятель фашистского толка, основатель Серебряного легиона. Кандидат на пост президента США в 1936 году от созданной им ультраправой Христианской партии.

## Ранние годы
Родился в Линне, штат Массачусетс, в семье священника-баптиста. Его отец сначала был священником Южной методистской церкви, затем мелким предпринимателем и сапожником, а к концу жизни перешёл в движение Свидетелей Иеговы. 
В значительной степени самоучка, Пелли стал журналистом, а затем занялся писательством. После Первой мировой войны работал корреспондентом в Европе и Азии, в частности, бывал в России в годы гражданской войны. Из этих поездок и взаимодействия с российскими белогвардцейцами Пелли вынес ненависть к коммунистам и евреям, которые, по его мнению, стремились к мировому господству.
После возвращения в США в 1920 году работал сценаристом в Голливуде. На основе его новеллы Фрэнк Ллойд снял фильм «Обуза». К 1929 году Пелли разочаровался в киноиндустрии и переехал в штат Северная Каролина.
В 1928 году Пелли описал якобы пережитый им внетелесный опыт в брошюре «Мои семь минут в вечности». Пелли увлёкся метафизикой и христианством и приобрёл известность как автор многочисленных публикаций на данные темы. Он заявлял ещё о двух случаях своего внетелесного опыта: читая Ральфа Уолдо Эмерсона сперва дома, а затем один в вагоне поезда, он будто бы встретился с Богом и Иисусом, которые поручили ему заняться духовным преобразованием Америки. Позже он заверял, что эти переживания не только избавили его от тяги к алкоголю, табаку и кофеину, но и излечили такие физические недуги, как несварение желудка, а также дали ему возможность левитировать и видеть сквозь стены. 
Его метафизические труды принесли ему некоторую известность. Религиозная система Пелли представляла собой смесь теософии, спиритуализма, розенкрейцерства и пирамидологии. Сам он считал её усовершенствованной формой христианства, в которой «тёмные души» (евреи, коммунисты и паписты, то есть католики) представлялись силами зла. 

## Участие в политике
После начала Великой депрессии в США в 1929 году Пелли развил активную политическую деятельность и в 1932 году основал колледж Галахед с христианско-философским уклоном, а также одноименное издательство, в котором публиковались различные политические и философские издания.
30 января 1933 года Адольф Гитлер пришёл к власти в Германии. Пелли, будучи поклонником Гитлера, был так вдохновлён этим событием, что в тот же день основал экстремистскую антисемитскую организацию «Серебряный легион Америки» (англ. Silver Legion of America). Последователи организации носили униформу по образцу нацистской, но серебряного цвета, за что получили прозвище «Серебряные рубашки». Эмблемой новой организации стала алая буква «L», которая изображалась на флагах и униформе. Вскоре отделения «Серебряного легиона» появились почти в каждом штате страны, и к 1934 году «Легион» насчитывал около 15 000 членов, в основном выходцев из низших слоёв американского общества, но затем пошёл на спад. Пелли предпочитал, чтобы его называли «вождём» «сереброрубашечников». Биограф Скотт Бикман отмечал, что этот деятель был «одним из первых американцев, создавших организацию, прославляющую деятельность Адольфа Гитлера». 
Для привлечения новых сторонников Пелли активно путешествовал по США, проводя массовые мероприятия, лекции и публичные выступления. Политическая идеология Пелли представляла собой смесь антикоммунизма, расизма, антисемитизма, британского израилизма, радикального патриотизма и изоляционизма. Этими темами занимались его многочисленные журналы и газеты: Liberation, Pelley's Silvershirt Weekly , The Galilean, Silver Legion Ranger, The New Liberator.
Пелли был также ревностным протестантом и ярым противником Франклина Рузвельта и его «Нового курса». В 1936 году он даже принял участие в президентских выборах как кандидат от основанной им Христианской партии, но набрал менее 0,1 % голосов. Действия Пелли возмущали сторонников Рузвельта, которые в 1940 году добились судебного разбирательства в отношении «Серебряного легиона». Штаб-квартиру организации обыскали федеральные маршалы, некоторых её членов арестовали, а имущество конфисковали. Самому Пелли пришлось давать показания Комиссии по расследованию антиамериканской деятельности.
Несмотря на значительный финансовый и материальный ущерб, понесённый «Легионом» в результате длительных судов, Пелли по-прежнему выступал против Рузвельта, особенно в плане дипломатических отношений США с Японской империей и нацистской Германией. Пелли обвинял Рузвельта в разжигании войны и активно защищал изоляционизм. В ответ Рузвельт добился от Эдгара Гувера и ФБР возбуждения дела на Пелли по обвинению в клевете. Хотя нападение на Пёрл-Харбор в 1941 году привело к фактическому краху «Серебряного легиона», Пелли продолжал нападки на правительство со страниц журнала «Roll Call», вызывавшие негодование Рузвельта и генерального прокурора Фрэнсиса Биддла. В апреле 1942 года Пелли был арестован на своей новой базе в Ноблсвилле по обвинению в государственной измене и мятеже. В ходе нашумевшего судебного процесса основные обвинения против Пелли были отклонены, но он всё равно был приговорен к 15 годам лишения свободы по менее значительным обвинениям.
Условия условно-досрочного освобождения Пелли предусматривали, что он должен оставаться в центральной Индиане и воздерживаться от любой политической деятельности. Он разработал мудрёную религиозную философию под названием «Soulcraft», основанную на его вере в НЛО и инопланетян. В последние годы жизни Пелли столкнулся с обвинениями в мошенничестве с ценными бумагами. 
Пелли умер 30 июня 1965 года в возрасте 75 лет в Ноблсвилле, где и был похоронен.